# أ. جاي فالينزويلا
أ. جاي فالينزويلا (بالإنجليزية: A. J. Valenzuela)‏ هو لاعب كرة قدم أمريكي، ولد في 29 يوليو 1998 في توسان في الولايات المتحدة. لعب مع San Diego State Aztecs men's soccer ‏.